# Cais da Gamboa

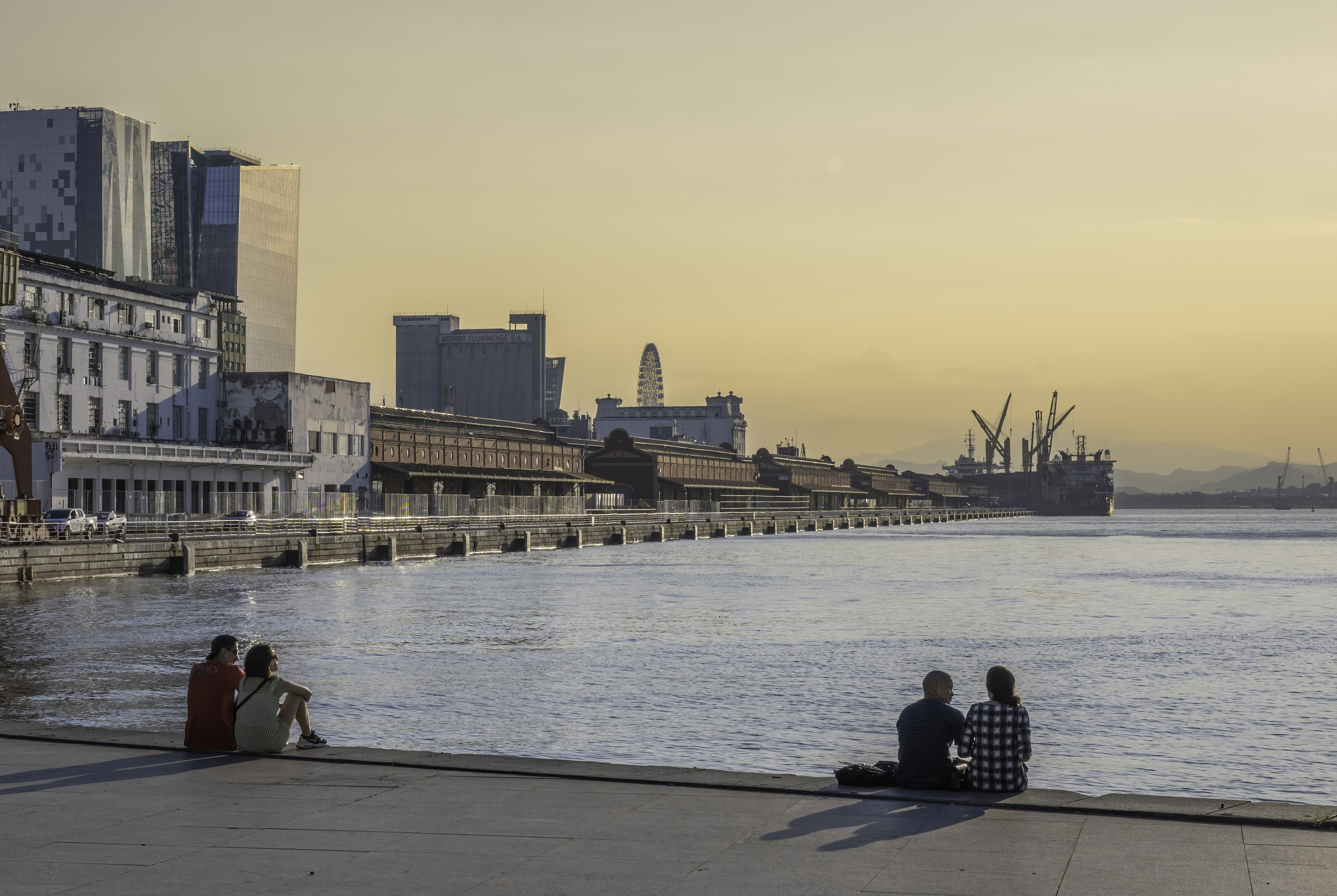
Cais da Gamboa, em 2023.

O Cais da Gamboa é um cais situado na Zona Central da cidade do Rio de Janeiro. É banhado pela Baía de Guanabara e compõe o Porto do Rio de Janeiro, sendo uma de suas áreas mais antigas. Com cerca de 3,1 km de extensão, estende-se desde a Rodoviária Novo Rio até o Museu de Arte do Rio. É margeado pela Avenida Rodrigues Alves e pela Orla Conde.
O Cais da Gamboa era originalmente composto por 18 armazéns, no entanto quatro deles foram demolidos ao longo do tempo devido às atividades portuárias. Os armazéns 1 e 2 e parte do armazém 3 situam-se dentro da área do bairro da Saúde; a outra parte do armazém 3 e os armazéns 4, 5, 6, 7 e 8 localizam-se na área do bairro da Gamboa; por fim, os armazéns 13, 14, 15, 16, 17 e 18 ficam dentro dos limites do bairro do Santo Cristo. No cais também situa-se o Edifício Touring, um edifício em estilo art déco projetado pelo arquiteto francês Joseph Gire.
As obras de construção do cais foram iniciadas em abril de 1904. A construção seguiu um sistema denominado Hersent, o mesmo adotado na construção do porto de  Antuérpia, na Bélgica. As obras foram concluídas em 1910, durante o mandato do presidente Nilo Peçanha. Para a construção do cais, as praias e os sacos que existiam na região, como a Praia da Gamboa, tiveram que ser aterrados. A fim de permitir o aprofundamento dos berços de atracação e viabilizar a operação com navios de maior porte no Cais da Gamboa, tiveram início em 2022 obras estruturais de ampliação e modernização orçadas inicialmente em R$ 104 milhões. Posteriormente, pretende-se realizar a dragagem do acesso aquaviário ao cais.

## Usos dos armazéns

### Estação Marítima de Passageiros do Porto do Rio de Janeiro
Nos armazéns 1, 2, 3, 4 e 5 do Cais da Gamboa, funciona a Estação Marítima de Passageiros do Porto do Rio de Janeiro, a principal porta de entrada do turismo internacional no Brasil, administrada pela empresa Pier Mauá desde 1998. A Pier Mauá aluga os armazéns para a realização de diversos eventos, como o Fashion Rio e o Rio Oil & Gas.

### Armazém da Utopia
No Armazém 6, funciona o Armazém da Utopia, um centro cultural gerido pela Companhia Ensaio Aberto desde 2010. No armazém, são realizadas produções nas áreas da música, da dança e das artes visuais, além de eventos culturais.

### Terminal de Produtos Siderúrgicos da Gamboa
O Terminal de Produtos Siderúrgicos da Gamboa, operado pela Triunfo Logística desde 1997, localiza-se na área dos armazéns 7 e 8 do cais. Dispõe de 304 m de cais acostável e de uma área de 19,8 mil m². No terminal, ocorre a movimentação de cargas siderúrgicas, como bobinas de aço, chapas, cunhete, ferro gusa, tarugos e tubos.

### Terminal de Trigo do Rio de Janeiro
O Terminal de Trigo do Rio de Janeiro (TTRJ), localizado na área antes ocupada pelos armazéns 11 e 12, tem como objetivo movimentar e armazenar granéis sólidos de origem vegetal, principalmente trigo. O terminal, que possui área total de 13,5 mil m² e área construída de 9,8 mil m², está estruturado para receber e descarregar trigo a granel, bem como armazenar e transferir a carga para caminhões graneleiros com destino aos moinhos das empresas que utilizam o local. É composto por um silo horizontal para grãos e um prédio administrativo e social. O TTRJ está arrendado pela Bunge e pela M. Dias Branco até o ano de 2042.

### YouTube Space Rio

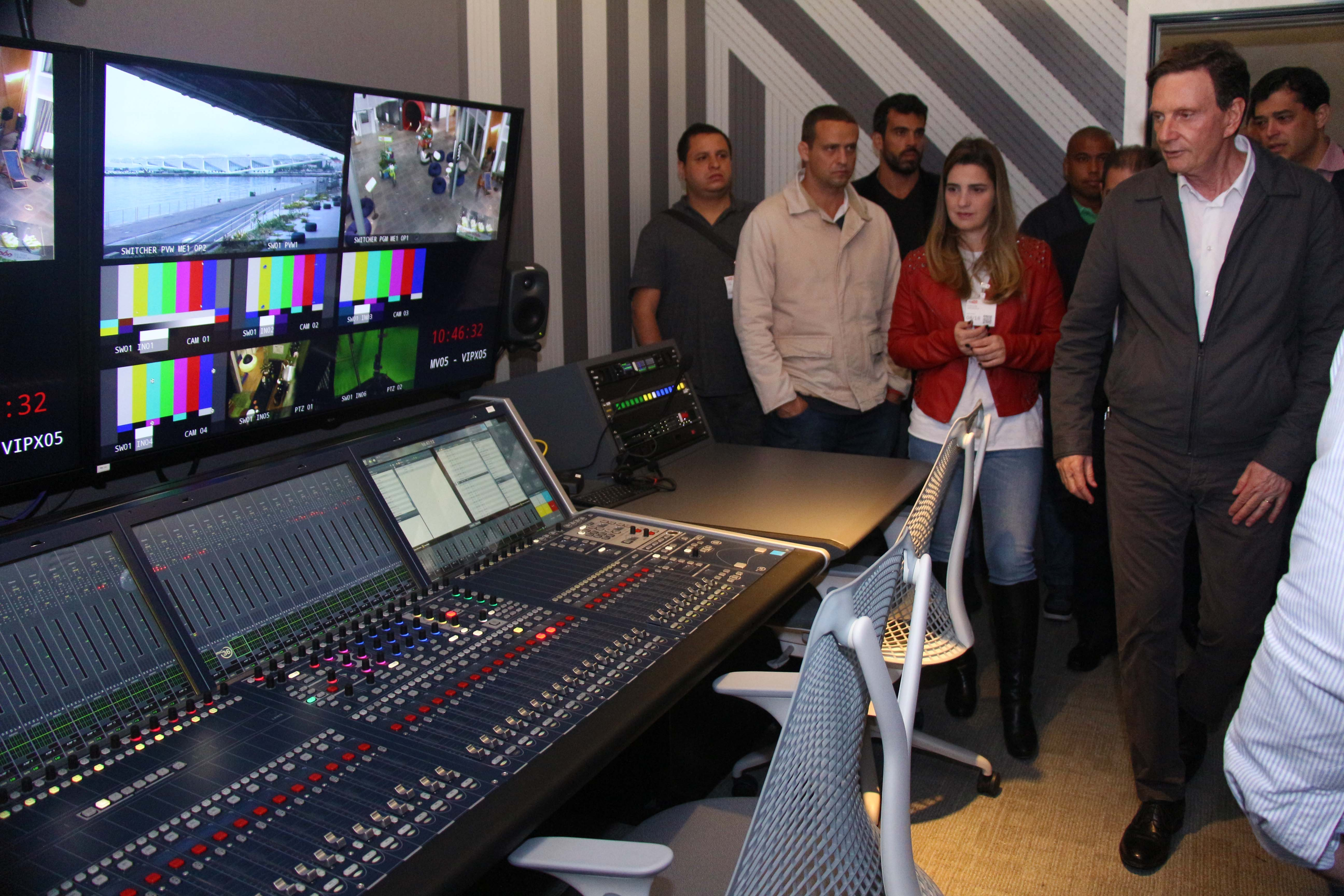
Marcelo Crivella durante visita às instalações do YouTube Space Rio, em 2017.

O YouTube Space Rio foi um ambiente voltado para a gravação e a profissionalização de conteúdo produzido por usuários do YouTube que funcionava no Armazém 1 do Cais da Gamboa. O espaço, gerido pelo YouTube e que possuía uma área de cerca de 3 mil m², contava com: três estúdios; áreas de convivência; equipamentos de captação de áudio; equipamentos de realidade virtual; e câmeras 360º, 4K e de cinema. Para canais iniciantes, eram oferecidos de três a quatro workshops diariamente voltados para a estruturação da forma e do conteúdo das produções, para a criação de engajamento com fãs e para o desenvolvimento de habilidades técnicas, como iluminação e filmagem.
Existiam espaços semelhantes em outras cidades do mundo, tais como Nova Iorque, Londres e Tóquio. A instalação da sede carioca do YouTube Space foi anunciada no dia 9 de setembro de 2015 em evento ocorrido no Museu de Arte do Rio. O espaço foi inaugurado no dia 7 de agosto de 2017, tornando o Rio de Janeiro a 10ª cidade a contar com um YouTube Space. De acordo com o YouTube, o Brasil era na época um dos cinco mercados mais importantes para a companhia ao se considerar o tempo de visualização dos vídeos da plataforma. As atividades do YouTube Space Rio foram encerradas em 2020 devido à pandemia de COVID-19 e à nova estratégia do YouTube adotada a partir de 2021 para apoiar criadores de conteúdo e artistas.

## Planos futuros

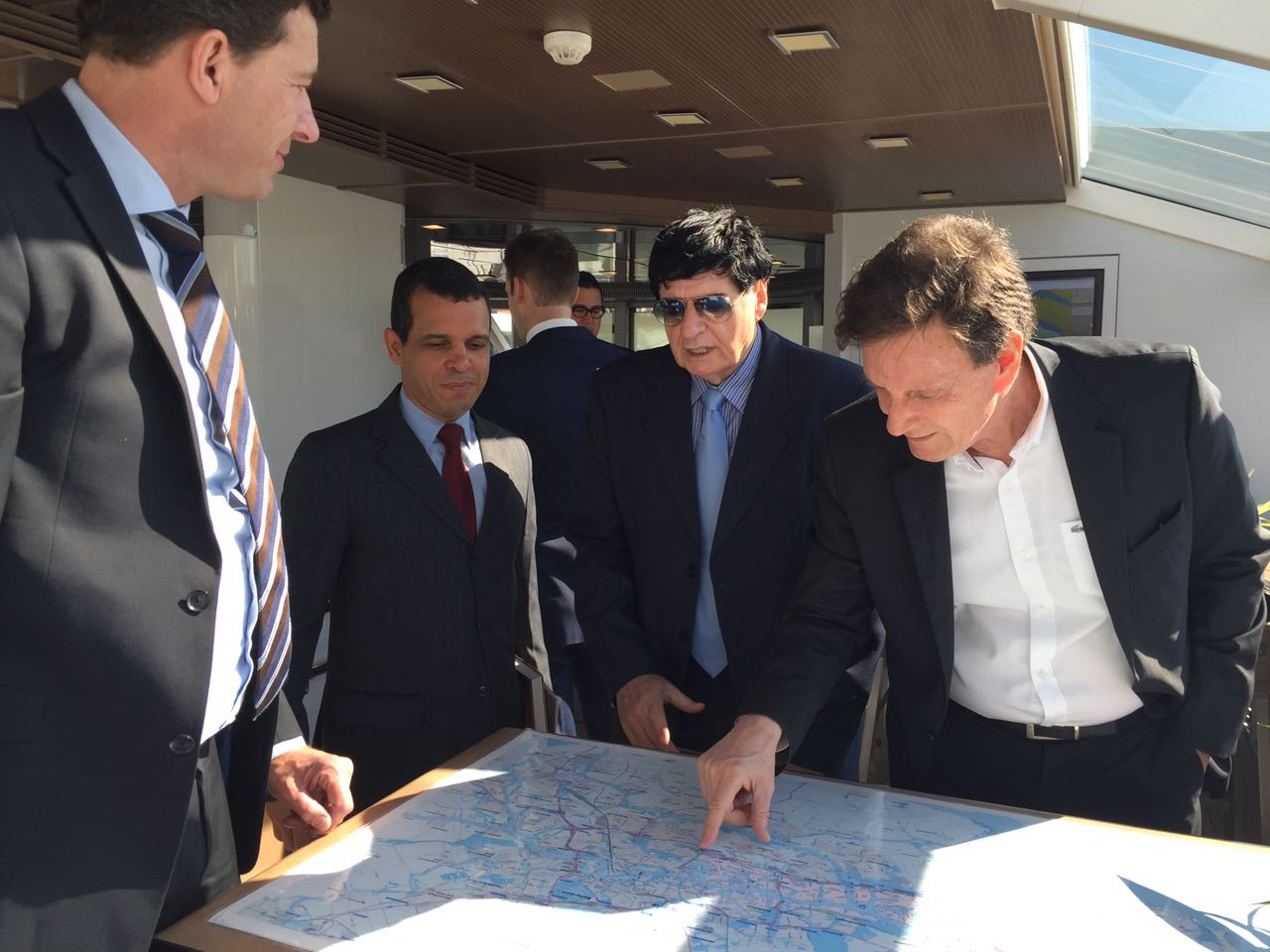
Marcelo Crivella reunido com representantes da Port of Rotterdam International, empresa que administra o Porto de Roterdã, em 2017.

A Prefeitura do Rio de Janeiro, sob a gestão do prefeito Marcelo Crivella, pretendia expandir a Orla Conde do AquaRio até a altura da Rodoviária Novo Rio. O novo trecho do passeio público, de cerca de 2,5 km, seria feito em parte da área do Cais da Gamboa, na porção que margeia a Avenida Rodrigues Alves, e tornaria a Orla Conde "o maior boulevard do mundo", com aproximadamente 6,0 km de extensão. Para que isso fosse feito, o ex-ministro dos Transportes Maurício Quintella, quando era o titular da pasta, havia criado um grupo de trabalho a fim de preparar a municipalização de todo o cais, incluindo o Terminal Internacional de Cruzeiros do Pier Mauá. Pretendia-se, entre outras coisas, realizar a instalação de museus, de restaurantes e de bares na nova área da Orla Conde.
O projeto de municipalização do Porto do Rio de Janeiro, que contempla o Cais da Gamboa, foi apresentado no dia 31 de março de 2017 pelo prefeito Marcelo Crivella. Segundo o projeto, o município passaria a ser a Autoridade Portuária Municipal, assumindo a articulação e a supervisão das atividades portuárias. A municipalização seria baseada na experiência do Porto de Roterdã, o mais importante em atividade econômica na Europa. No Porto de Roterdã, a autoridade é formada por diversas empresas que, em pool, tem uma administração central: a Agência Portuária. Essas empresas administram o porto, propriedade da cidade de Roterdã, porém a gestão é feita por terceiros por intermédio de concessão. Caso o Porto do Rio de Janeiro fosse municipalizado, seria esse o modelo a ser adotado.